# Полом (Кирово-Чепецкий район)
Поло́м — село в Кирово-Чепецком районе Кировской области. Административный центр Поломского сельского поселения.

## География
Расположено на угористом берегу реки Большая Просница.
Улицы села: 8 Марта, Набережная, Новая, Первомайская, Петра Родыгина, Спортивная, Труда, Школьная.
Расстояние до районного центра (город Кирово-Чепецк) — 30 км.

## Топоним
Прежние названия села: Ржанополомское, Ржаной Полом.
Согласно словарю народных географических терминов, «Полома — бурелом, завалы поваленного леса». Таким образом, Полом — населённый пункт, возникший на месте буреломов и лесных завалов.

## История

Благовещенская церковь с. Ржаной Полом

Первая деревянная церковь в честь Благовещения Пресвятой Богородицы была построена в 1658 году. Каменная Благовещенская церковь построена в 1873 году. Приход состоял из 53 селений. Деревянная кладбищенская церковь освящена в честь святого мученика Мамонта в 1834 году.
Главным занятием населения являлись земледелие, скотоводство, торговля. Мужчинам уходили в Сибирь на охоту, в другие губернии на отхожие промыслы. Село славилось ярмарками, которые проводились по престольным праздникам и воскресеньям. Крестьяне привозили на базар предметы своего производства, на вырученные деньги покупали в казённом магазине и у купцов, которые приезжали сюда из окрестных сел и городов, необходимые товары. Ярмарки продолжались и после революции, но с меньшим размахом.
В XVIII веке село входило в состав Ильинской волости Хлыновского уезда. В 1763 году в селе имелось 29 душ.
В селе имелись две школы — земская двухклассная (открыта в 1843 году, с 1910 года — земское двухклассное училище) и церковно-приходская одноклассная смешанная (учреждена 21 ноября 1891 года).
В 1892 году на волостном сходе было решено открыть в селе общедоступную бесплатную библиотеку, которая существовала на средства, выделяемые ежегодно волостным сходом и губернским земством, а также на добровольные пожертвования деньгами и книгами. В первый год в библиотеке было 49 читателей и более тысячи книг.
В 1893 году в Ржаном Поломе открыт врачебный участок, в 1902 году — больница и ветеринарная амбулатория.
В 1904 году было организовано отделение центрального склада сельскохозяйственных машин и орудий.
В 1905 году в селе был создан детский приют.
Согласно переписи населения 1926 года село — центр Поломского сельсовета, с населением 170 человек (50 хозяйств). В годы Великой Отечественной войны кирпич разобранной Троицкой церкви села Филиппово использовался для строительства резервного аэродрома у села Полом.
Кладбищенская церковь была разобрана на дрова в 1935 году. Благовещенская церковь была взорвана в 1941 году.
В 1969 году построен первый благоустроенный 16-квартирный дом с водяным отоплением, канализацией, газом, ванной. В 1970 году появился Дом культуры.
В 1980-х годах в Поломе находился центр совхоза «Поломский» (ныне СПК «Ржаной Полом»).
В конце 2005 года по благословению митрополита Хрисанфа принято решение о восстановлении Благовещенской церкви села Полом.

## Население
| 1763 | 1926 | 2010 |
| ---- | ---- | ---- |
| 29   | ↗170 | ↗926 |

## Известные жители

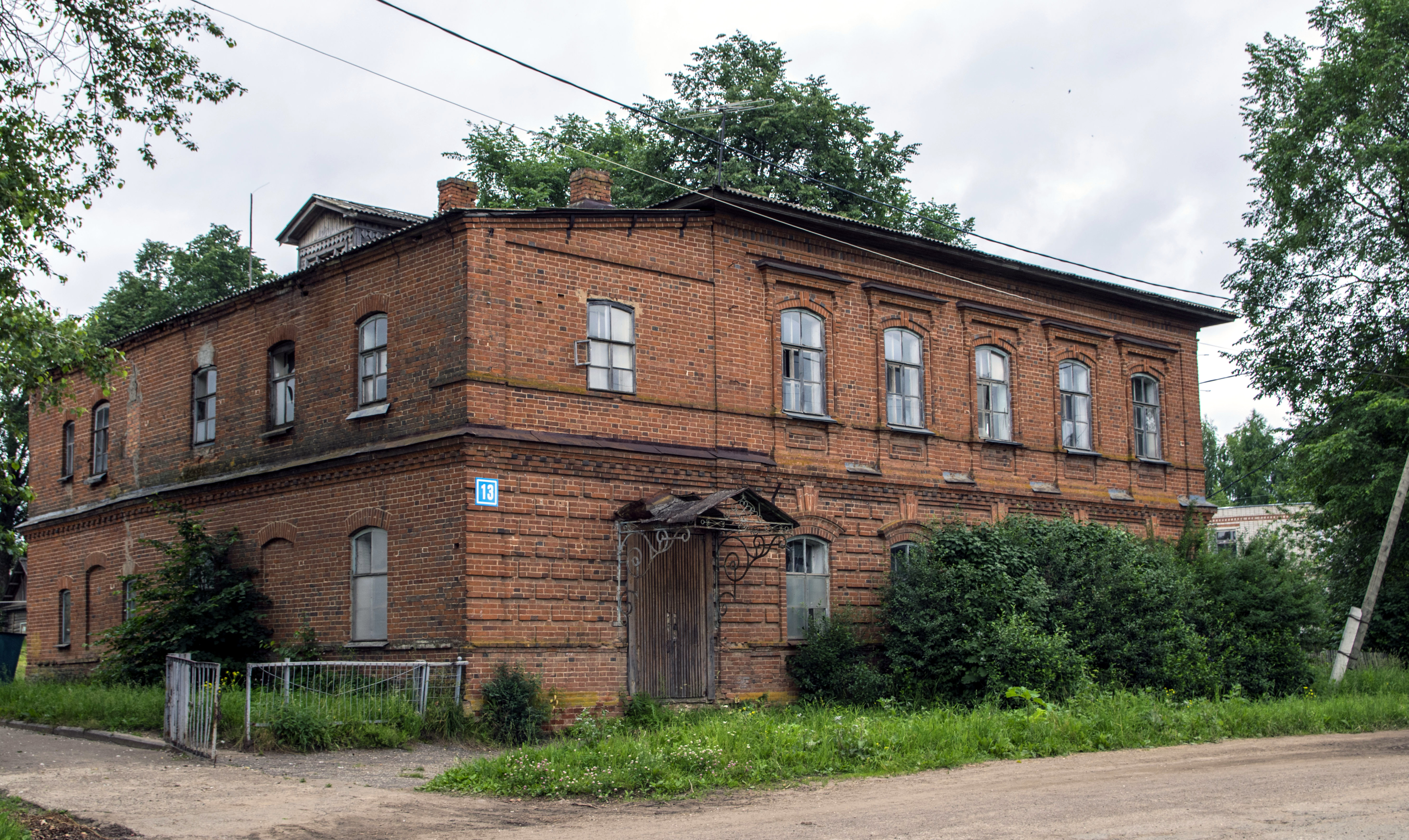
Здание школы, где учился Герой Советского Союза П. И. Родыгин

- Мальцев, Александр Николаевич — советский хоккеист, родился в окрестностях Полома.
- Родыгин, Пётр Андреевич — участник Великой Отечественной войны, Герой Советского Союза (1945); родился в деревне Бызы, на здании Поломской школы, в которой он учился, установлена мемориальная доска[4].

## Инфраструктура
В селе имеются основная общая школа, сельский Дом культуры, библиотека.

## Транспорт
С Кирово-Чепецком село связано пригородными транзитными автобусными маршрутами № 101 (Кирово-Чепецк — Филиппово), № 102 (Кирово-Чепецк — Исаковцы), № 106 (Кирово-Чепецк — Кузики), № 110 (Кирово-Чепецк — Марковцы) и № 206 (Кирово-Чепецк — Ардашевский).